# ديانا شتفين
ديانا شتفين (بالسيريلية الصربية: Дијана Штевин) مواليد 23 أكتوبر 1986 في جمهورية يوغوسلافيا الاشتراكية الاتحادية، هي لاعبة كرة يد صربية تلعب كظهير أيمن.

## سجل المنافسة
شاركت في البطولات التالية:
- بطولة العالم لكرة اليد للسيدات 2015
- بطولة أوروبا لكرة اليد للسيدات 2010

## روابط خارجية
- ديانا شتفين على موقع الاتحاد الأوروبي لكرة اليد (الإنجليزية)
- ديانا شتفين على موقع الدوري الفرنسي لكرة اليد للسيدات (الفرنسية)